# Kanton Saint-Romain-de-Colbosc
Kanton Saint-Romain-de-Colbosc is een kanton van het Franse departement Seine-Maritime. Het kanton maakt deel uit van het arrondissement Le Havre. Het telde in 2017 : 33 665 inwoners, dat is een dichtheid van 107 inwoners/km². De oppervlakte bedraagt : 315.43 km².

## Gemeenten
Het kanton Saint-Romain-de-Colbosc omvatte tot 2014 de volgende 18 gemeenten:
- La Cerlangue
- Épretot
- Étainhus
- Gommerville
- Graimbouville
- Oudalle
- La Remuée
- Rogerville
- Sainneville
- Saint-Aubin-Routot
- Saint-Gilles-de-la-Neuville
- Saint-Laurent-de-Brèvedent
- Saint-Romain-de-Colbosc (hoofdplaats)
- Saint-Vigor-d'Ymonville
- Saint-Vincent-Cramesnil
- Sandouville
- Tancarville
- Les Trois-Pierres

Door de herindeling van de kantons bij decreet van 27 februari 2014, met uitwerking op 22 maart 2015, werd het kanton uitgebreid tot volgende 38 gemeenten : 
- Angerville-Bailleul
- Annouville-Vilmesnil
- Auberville-la-Renault
- Bec-de-Mortagne
- Bénarville
- Bornambusc
- Bréauté
- Bretteville-du-Grand-Caux
- La Cerlangue
- Daubeuf-Serville
- Écrainville
- Épretot
- Étainhus
- Goderville
- Gommerville
- Gonfreville-Caillot
- Graimbouville
- Grainville-Ymauville
- Houquetot
- Manneville-la-Goupil
- Mentheville
- Oudalle
- La Remuée
- Sainneville
- Saint-Aubin-Routot
- Saint-Gilles-de-la-Neuville
- Saint-Laurent-de-Brèvedent
- Saint-Maclou-la-Brière
- Saint-Romain-de-Colbosc
- Saint-Sauveur-d'Émalleville
- Saint-Vigor-d'Ymonville
- Saint-Vincent-Cramesnil
- Sandouville
- Sausseuzemare-en-Caux
- Tocqueville-les-Murs
- Les Trois-Pierres
- Vattetot-sous-Beaumont
- Virville